# Барон Страспей
Барон Страспей из Страспея в графствах Инвернесс и Морей — наследственный титул в системе Пэрства Соединённого королевства, созданный дважды в британской истории (1858 и 1884 годы).

## История

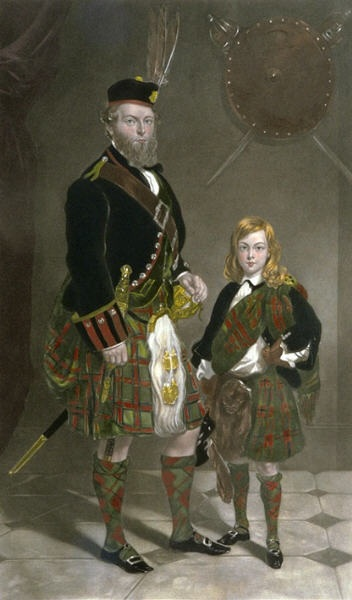
Джон Чарльз Огилви-Грант, 7-й граф Сифилд, 1-й барон Страспей

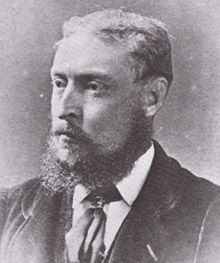
Фрэнсис Уильям Огилви-Грант, 10-й граф Сифилд, 2-й барон Страспей

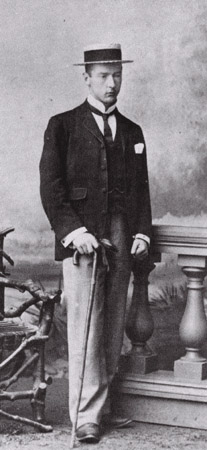
Джеймс Огилви-Грант, 11-й граф Сифилд, 3-й барон Страспей

Титул барона Страспея впервые был создан 14 августа 1858 года для Джона Огилви-Гранта, 7-го графа Сифилда (1815—1881). В 1884 году после смерти его сына, Иэна Чарльза Огилви-Гранта, 8-го графа Сифилда и 2-го барона Страспея (1851—1884), баронский титул прервался.
Вторично титул барона Страспея был возобновлен 17 июня 1884 года для Джеймса Огилви-Гранта, 9-го графа Сифилда (1817—1888), дядя умершего Иэна Огилви-Гранта, 8-го графа Сифилда. Он был депутатом Палаты общин от Элгиншира и Нэрншира (1868—1874). В 1853 году Джеймс Огилви-Грант также унаследовал титул баронета из Колкахуна. Титулы барона Страспея и баронета оставались вспомогательными титулами графов Сифилда до смерти в 1915 году внука 9-го графа, Джеймса Огилви-Гранта, 11-го графа Сифилда (1876—1915). После его смерти графский титул, который мог передаваться по наследству мужским и женским потомкам, получила его единственная дочь, Нина Каролина Стадли-Герберт, 12-я графиня Сифилд (1906—1969).
Титулы барона Страспея и баронета, которые могли наследоваться только мужскими потомками, перешли к брату покойного, Тревору Огилви-Гранту, 4-му барону Страспею (1879—1948). Его сын, Дональд Патрик Тревор Огилви-Грант, 5-й барон Страспей (1912—1992), в 1950 году получил разрешение суда на фамилию «Грант из Гранта».
По состоянию на 2024 год носителем титулов являлся младший сын последнего, Майкл Патрик Грант из Гранта, 7-й барон Страспей (род. 1953), который стал преемником своего старшего брата в 2023 году. Также он является 34-м вождем шотландского горного клана Грант.
7-й лорд Страспей, будучи потомком 10-го графа Сифилда, стоит в линии наследования графского титула и его вспомогательных титулов. 6-й лорд Страспей не имел сыновей, у него было только три дочери. Но наследники женского пола не могут претендовать на титулы барона Страспея и баронета из Колкахуна.

## Бароны Страспей, первая креация (1858)
- 1858—1881: Джон Чарльз Огилви-Грант, 7-й граф Сифилд, 1-й барон Страспей (4 сентября 1815 — 18 февраля 1881), третий сын полковника Фрэнсиса Уильяма Огилви-Гранта, 6-го графа Сифилда (1778—1853)[1];
- 1881—1884: Иэн Чарльз Огилви-Грант, 8-й граф Сифилд, 2-й барон Страспей (7 октября 1851 — 31 марта 1884), единственный сын предыдущего[2].

## Бароны Страспей, вторая креация (1884)
- 1884—1888: Подполковник Джеймс Огилви-Грант, 9-й граф Сифилд, 1-й барон Страспей (27 декабря 1817 — 5 июня 1888), четвертый сын полковника Фрэнсиса Уильяма Огилви-Гранта, 6-го графа Сифилда (1778—1853)[3];
- 1888—1888: Фрэнсис Уильям Огилви-Грант, 10-й граф Сифилд, 2-й барон Страспей (9 марта 1847 — 3 декабря 1888), единственный сын предыдущего[4];
- 1888—1915: Джеймс Огилви-Грант, 11-й граф Сифилд, 3-й барон Страспей (18 апреля 1876 — 12 ноября 1915), старший сын предыдущего[5];
- 1915—1948: Тревор Огилви-Грант, 4-й барон Страспей (1879 — 11 ноября 1948), младший брат предыдущего[6];
- 1948—1992: Дональд Патрик Тревор Грант из Гранта, 5-й барон Страспей (1912 — 27 января 1992), единственный сын предыдущего[7];
- 1992—2023: Джеймс Патрик Тревор Грант из Гранта, 6-й барон Страспей (9 сентября 1943 — 26 мая 2023), единственный сын предыдущего от первого брака[8][9];
- 2023 — настоящее время: Майкл Патрик Грант из Гранта, 7-й барон Страспей (род. 22 апреля 1953), единственный сын 4-го барона от второго брака, сводный брат предыдущего[10].